# Vistabella del Maestrat
Vistabella del Maestrat és un municipi valencià de la comarca de l'Alt Maestrat.
Limita amb els municipis de Vilafranca, Benassal, Culla, Benafigos, Atzeneta del Maestrat, Xodos i Vilafermosa de la província de Castelló; Mosquerola i Puertomingalvo de la província de Terol.

## Geografia
Està situada en ple massís de Penyagolosa (1.814 m) i es tracta de la localitat més elevada del País Valencià, amb 1.249 m. Altres cims importants que envolten Vistabella són l'Atzevar (1.645 m), la Batalla (1.507 m), la Talaia (1.489 m) i l'Albagés (1.481 m) així com grans ports de muntanya, com ara el Vidre (1.246 m). Destaca com a accident geogràfic d'interés el pòlie de Vistabella, una àmplia formació càrstica coneguda com a pla de Vistabella, amb una fèrtil terra recorreguda per la rambla del Pla, les aigües de la qual es perden en el misteriós avenc del Quinyó, una antiga zona pantanosa.
La rambla del Pla s'encarrega d'aportar les aigües al municipi junt amb les fonts de Dalt, la de l'Alforí, de la Pegunta, de Sant Joan, etc. Formen part de la conca del riu de Montlleó.
Donada l'extensió del terme municipal, del qual pràcticament el 80% es troba cobert de bosc, es troben gran quantitat d'espècies endèmiques, podent destacar el pis supramediterrani: roure valencià, auró negre o «cap d'oró» (arbre endèmic), savines comunes o turíferes, timó, lavanda, sàlvia, cua de gat blanc, roure reboll, pi negral, bufalaga, etc.
S'accedix a la població per la carretera CV-170 amb vehicle; i pel GR 7, a peu.

## Història
D'origen musulmà, Jaume el Conqueridor la va conquerir en el segle xiii. Fou senyoriu de Blasco I d'Alagón des del 1235 fins a la seua mort, en què passa a sa filla Constança d'Alagó, casada amb Guillem d'Anglesola. Van ser ells qui li donaren carta de poblament el 3 d'abril de 1251. En 1260 Blasco II d'Alagón, de malnom el Net, va envair el senyoriu de Culla i va apoderar-se de Culla, Vilafranca i Vistabella. En 1264 tornà de bell nou als seus propietaris. El 27 de març de 1303 el fill de Constança i Guillem d'Anglesola la va vendre a l'orde del Temple. En 1338 fou residència del rei d'Aragó. Com moltes de les possessions dels templaris, a la seua dissolució passa a poder de l'orde de Montesa, i romangué en eixe senyoriu fins al segle xix.
Fou una població molt important durant l'edat mitjana, però a finals del segle xiv va entrar en un elevat endeutament que va acabar amb la seua despoblació en 1381, malgrat tot i per ordre d'Umberto de Thous, mestre de Montesa, fou poblada de bell nou el 28 de maig del 1382 per Pasqual Sobirats i altres. En 1812 hi hagué una notable batalla contra el mariscal francés Suchet (1770-1826) Fou, com la resta del Maestrat, escenari de batalles en les guerres carlines, fins i tot fou quarter general del guerriller Asensi Nebot, conegut com el Frare. El 1873 s'hi establí la impremta de Joan Vilàs, que va editar periòdics de caràcter carlista com La Vanguardia i el Volante de la Guerra; l'entrada de les tropes del liberal Araoz suposà el seu tancament.

## Demografia
| Evolució demogràfica (des de 1842) Censos de població | Evolució demogràfica (des de 1842) Censos de població | Evolució demogràfica (des de 1842) Censos de població |
| ----------------------------------------------------- | ----------------------------------------------------- | ----------------------------------------------------- |
|                                                       |                                                       |                                                       |
|                                                       |                                                       |                                                       |
|                                                       | Font: Institut Nacional d'Estadística                 |                                                       |

| Població | 453 | 433 | 414 | 423 | 418 | 410 | 399 | 404 | 426 | 412 | 421 | 413 | 419 | 402 |

### Poblament: els masos
Abans, la població de Vistabella es trobava molt dispersa pels masos. En l'actualitat la població es concentra al nucli urbà i tan sols viuen als masos algunes persones, algunes d'elles es dediquen a l'agricultura i ramaderia. Alguns dels masos de Vistabella són:
- Corral de Badenes
- Mas de Badal
- Mas de Benages
- Mas de Benages Nou
- Mas de Celades
- Mas de Clèric[4]
- Mas de Garets
- Mas de Gual
- Mas de l'Aigua de la Vall
- Mas de l'Albagés
- Mas de l'Albagés de Dalt
- Mas de l'Alberta
- Mas de l'Alforí
- Mas de l'Escaleta
- Mas de l'Espino
- Mas de l'Hostal
- Mas de la Cambreta
- Mas de la Canaleta de Baix
- Mas de la Canaleta de Dalt
- Mas de la Clotxa
- Mas de la Corralissa
- Mas de la Penyica
- Mas de la Randera
- Mas de Farsa
- Mas de la Serra
- Mas de la Torre del Mosquit
- Mas de la Torta
- Mas de la Xaparra
- Mas de les Foies
- Mas de les Roques
- Mas de les Tosses
- Mas de les Tosses de Dalt
- Mas de les Xiquetes
- Mas de Mançanares
- Mas de Marimon
- Mas del Mestre (1875)
- Mas de Montfort[4]
- Mas de Montsó
- Mas de Mor
- Mas de Pelegrí
- Mas de Pep
- Mas de Pessetes
- Mas de Salvador
- Mas de Silvestre
- Mas de Toni
- Mas de l'Anouer
- Mas de Trigos
- Mas del Boiro
- Mas del Carrascal
- Mas del Collao
- Mas del Collet
- Mas del Mançanar
- Mas del Pinaret
- Mas del Racó
- Mas dels Racons
- Mas del Surdo
- Mas del Xato
- Mas dels Arcs
- Mas dels Gossos
- Mas de Capote
- Mas Roig
- Molí Caldero
- Molí de Jeroni[4]
- Molí de Pasqual
- Molí del Regolfo
- Molí de l'Assor
- Molí de Lluna
- Molí Més Alt
- Molí Més Baix
- Molí de Prats
- Sant Bertomeu

## Economia
Basada tradicionalment en l'agricultura de secà i la ramaderia, encara que actualment podem trobar desenvolupament econòmic en la resta de sectors econòmics:

### Sector primari
- Ramaderia bovina, ovina i aviària (a nivell familiar).
- Artesania (d'objectes de fusta, vimen, ferro, etc.).
- Agricultura de secà (patata, cereals), xicotetes hortes de regadiu.
- Cultiu de tòfones i aprofitament forestal: llenya, bolets…

### Sector secundari
- Apicultura familiar.
- Empreses de construcció i restauració.

### Sector terciari
- Turisme rural: Lloguer de cases rurals i empreses de guia turística.
- Xicotets comerços: panaderies, bars-restaurants, alimentació...
- Educació i sanitat.
- Transport públic.

## Política i Govern

### Corporació municipal
El Ple de l'ajuntament està format per 7 regidors. En les eleccions municipals de 26 de maig de 2019 foren elegits 6 regidors de Candidatura per Vistabella-Compromís Municipal (CpV-Compromís) i 1 del Partit Popular (PP).
| Eleccions municipals de 28 de maig de 2023 - Vistabella del Maestrat                                                            |                                          |                                     |                                     |      |          |          |
| Candidatura | Candidatura                              | Candidatura                         | Cap de llista                       | Vots | Vots     | Regidors |
| | Candidatura per Vistabella-Compromís     |                                     | Jordi Alcón Molina                  | 156  | 66,66%   | 6 ()     |
| | Partit Popular                           |                                     | Eduardo Rubert Edo                  | 45   | 19,23%   | 1 ()     |
| | Ciutadans - Partit de la Ciutadania      |                                     | David Tena Beltran                  | 21   | 8,97%    | 0 ()     |
| | Partit Socialista del País Valencià-PSOE |                                     | Carlos Laguna Asensi                | 10   | 4,27%    | 0 ()     |
| | Vots en blanc                            |                                     |                                     | 2    | 0,85%    |          |
| Total vots vàlids i regidors | Total vots vàlids i regidors             | Total vots vàlids i regidors        | Total vots vàlids i regidors        | 234  | 100 %    | 7        |
| | Vots nuls                                | Vots nuls                           | Vots nuls                           | 8    | 3,3%     |          |
| Participació (vots vàlids més nuls)                                                                                             | Participació (vots vàlids més nuls)      | Participació (vots vàlids més nuls) | Participació (vots vàlids més nuls) | 242  | 76,82%** |          |
| Abstenció | Abstenció                                | Abstenció                           | Abstenció                           | 73*  | 23,17%** |          |
| Total cens electoral | Total cens electoral                     | Total cens electoral                | Total cens electoral                | 315* | 100 %**  |          |
| Alcalde: Jordi Alcón Molina (CpV-Compromís) Per majoria absoluta dels vots dels regidors (6 vots de CpV-Compromís)              |                                          |                                     |                                     |      |          |          |
| Fonts: JEC, JEZ Castelló, M. Interior, Periòdic Ara. (* No són vots sinó electors. ** Percentatge respecte del cens electoral.) |                                          |                                     |                                     |      |          |          |

### Alcaldes
Des de 2019 l'alcalde de Vistabella és Jordi Alcón Molina de Candidatura per Vistabella-Compromís (CpV-Compromís).
| Període                       | Alcalde o alcaldessa           | Partit polític | Data de possessió | Observacions |
| ----------------------------- | ------------------------------ | -------------- | ----------------- | ------------ |
| 1979–1983                     | Jaime Lázaro Fabra             | UCD            | 20/04/1979        | --           |
| 1983–1987                     | Arcadio Edo Moliner            | AP-PDP-UL-UV   | 28/05/1983        | --           |
| 1987–1991                     | Arcadio Edo Moliner            | PSPV-PSOE      | 30/06/1987        | --           |
| 1991–1995                     | Arcadio Edo Moliner            | PSPV-PSOE      | 15/06/1991        | --           |
| 1995–1999                     | Pedro Carlos Rupérez Monserrat | PP             | 17/06/1995        | --           |
| 1999–2003                     | José Pitarch Vicente           | PP             | 03/07/1999        | --           |
| 2003–2007                     | José Pitarch Vicente           | PP             | 14/06/2003        | --           |
| 2007–2011                     | José Joaquín Gual Arnau        | CpV            | 16/06/2007        | --           |
| 2011–2015                     | Belén Bachero Traver           | CpV            | 11/06/2011        | --           |
| 2015–2019                     | Belén Bachero Traver           | CpV-Compromís  | 13/06/2015        | --           |
| 2019-2023                     | Jordi Alcón Molina             | CpV-Compromís  | 15/06/2019        | --           |
| Des de 2023                   | Jordi Alcón Molina             | CpV-Compromís  | 17/06/2023        | --           |
| Fonts: Generalitat Valenciana |                                |                |                   |              |

## Monuments

### Monuments religiosos

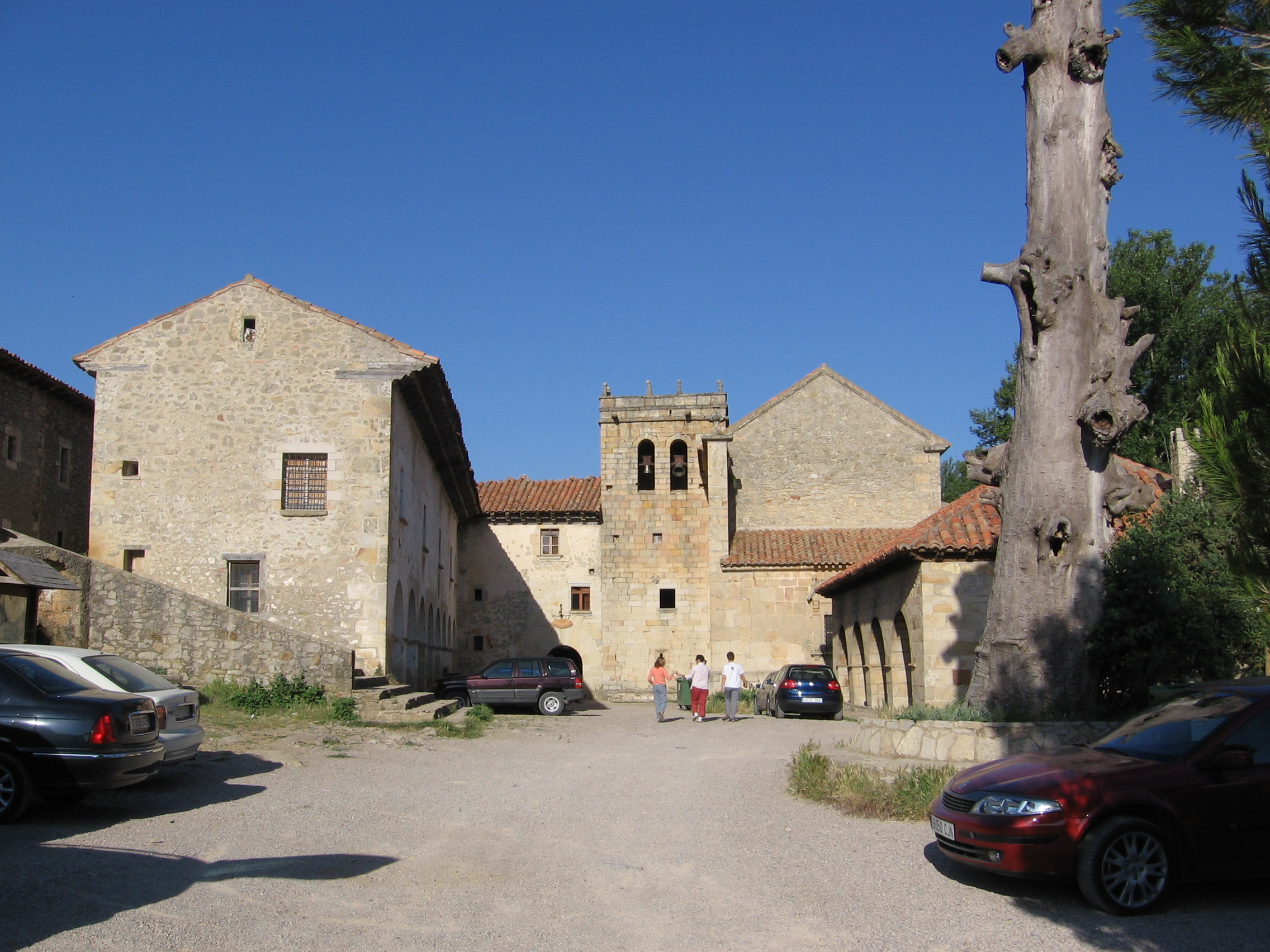
Santuari de Sant Joan de Penyagolosa

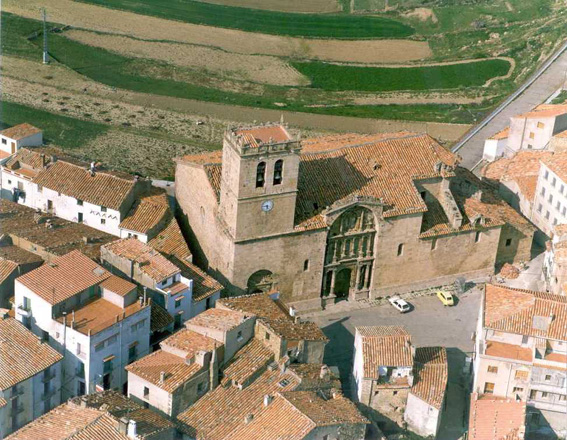
Vista aèria del nucli antic, amb l'església de l'Assumpció

- Santuari de Sant Joan de Penyagolosa. Monument historicoartístic dels segles xiv al xv.
- Ermita de Sant Antoni del segle xviii. En ple camí vell de Vistabella al santuari de Sant Joan de Penyagolosa. És una construcció quadrangular, adossada al cementeri.
- Ermita de Sant Bertomeu dels segles xiii i xiv. Situada en l'antic camí cap a Barcelona. Té un pòrtic frontal i una espadanya bastant elevada. El llogaret que l'alcull està abandonat. En l'interior podem apreciar una estructura d'arcs diafragma i un esplèndid sòl de lloses. La coberta és de teula roja. Se celebra una romeria el dia 24 d'agost, amb rondalles, missa i esmorzar.
- Ermita de Loreto dels segles xvi al xviii. Ubicada a extramurs de la vila, pròxima a les darreres restes de la Muralla encara en peu.
- Església de l'Assumpció. Dels segles xvii i xviii, d'estil renaixentista.

### Monuments civils
- Casona Polo. Del segle xviii. Edifici de tres plantes de maçoneria emblanquinada, amb escut familiar en la façana i situada al llogaret de Loreto.

- Construccions de pedra en sec. El terme de Vistabella del Maestrat compta amb una catalogació de casetes de pedra en sec que supera les 600 construccions realitzades sense cap tipus d'aglomerant. Esta tècnica constructiva ancestral configura un paisatge peculiar que s'ha convertit en un autèntic patrimoni per a la humanitat.

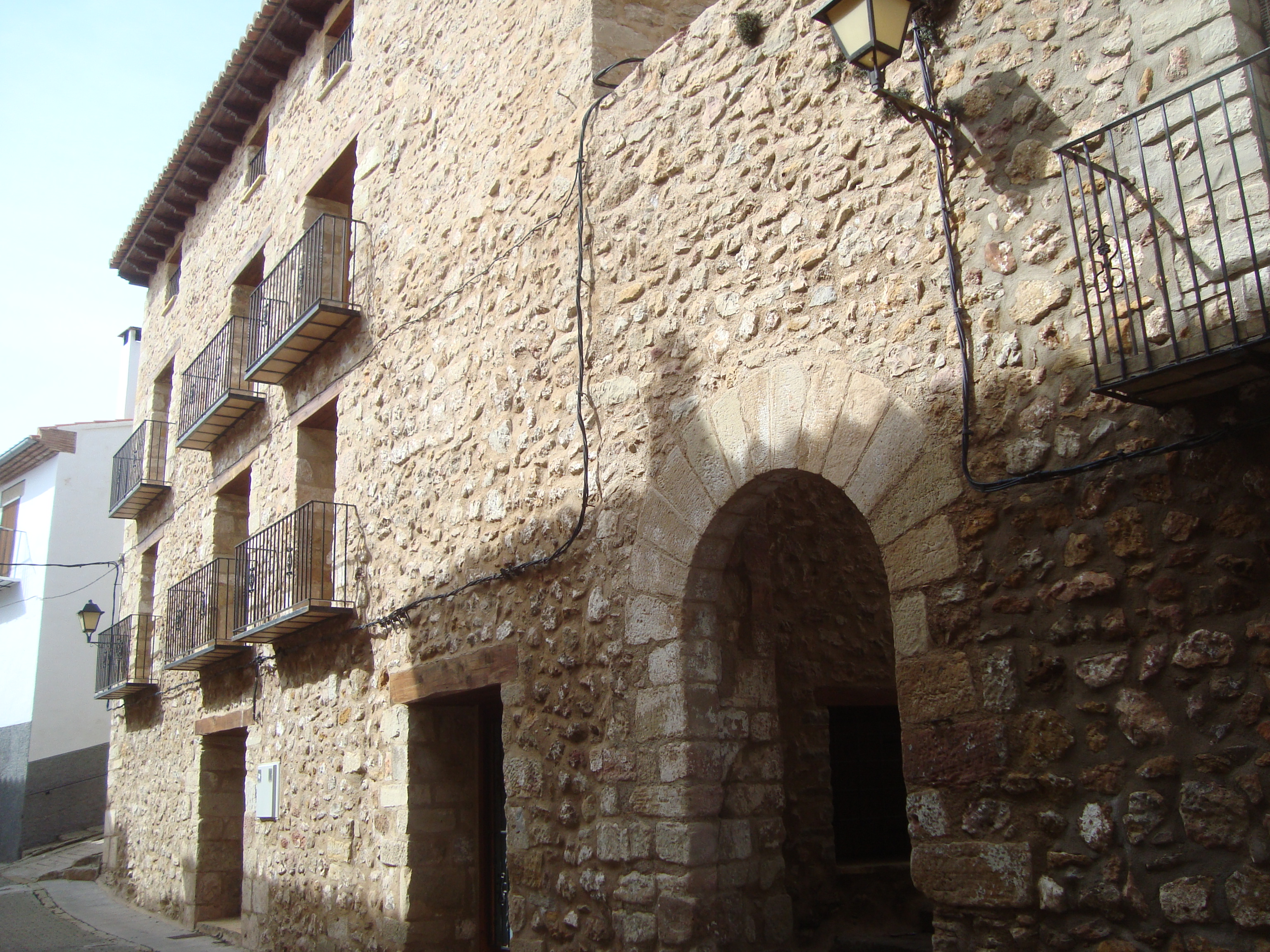
Muralles (Vistabella del Maestrat)

- Muralles (Vistabella del Maestrat)Muralles.

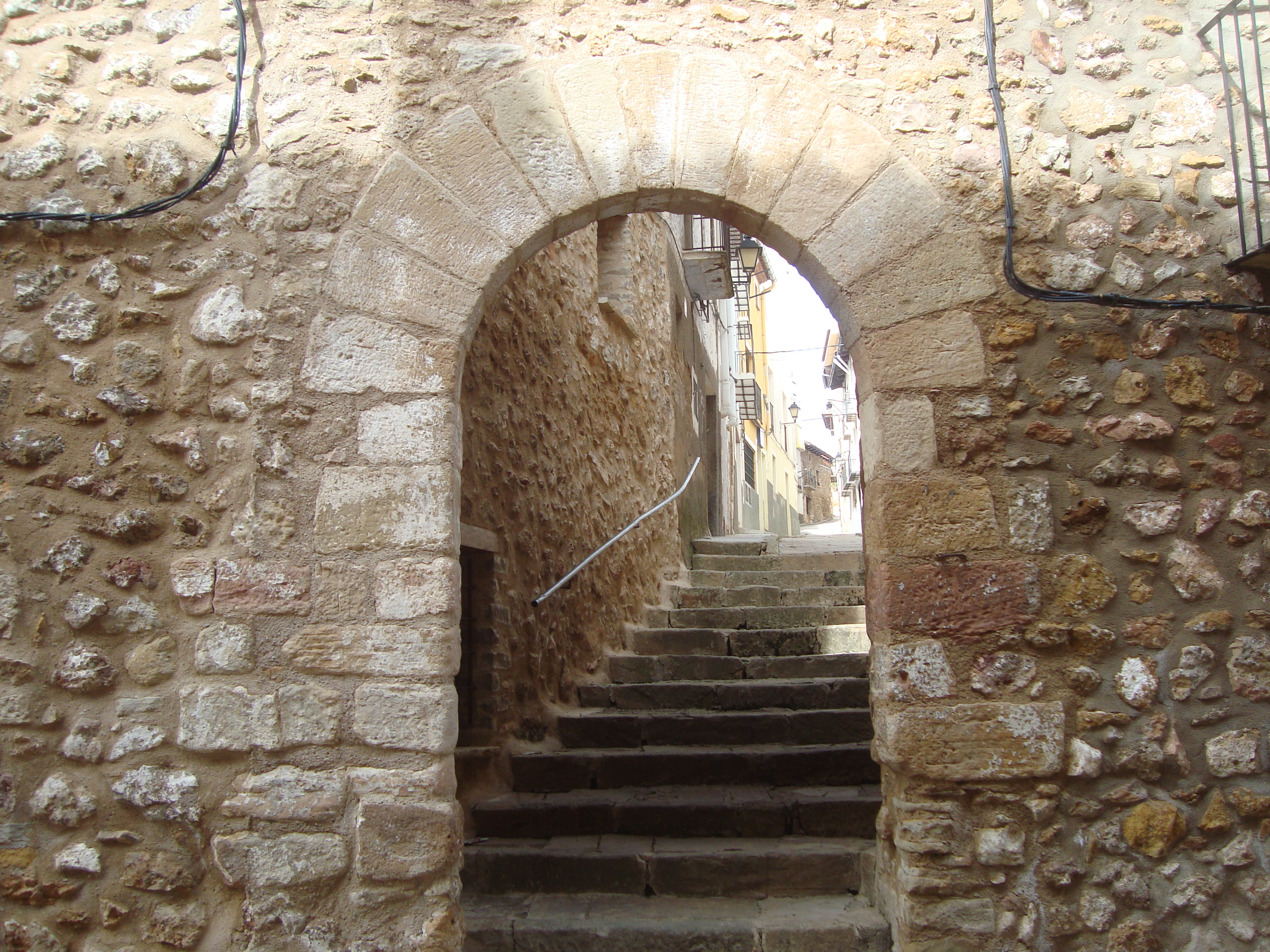
Portal del Forn. Muralles de Vistabella del Maestrat

- Portal del Forn. Muralles de Vistabella del MaestratPortal de Sant Roc. Del segle xii. Antiga porta d'entrada al recinte emmurallat original, consistent en una arquejada en pedra, amb la imatge del sant en ceràmica de l'Alcora.

- Portal del Forn. Del segle xii. Amb les mateixes característiques que l'anterior.

- Pont romà. En la vall del riu de Montlleó. A pesar de no haver estat restaurat ni tan sols protegit en cap moment, l'arc es troba en molt bones condicions de conservació, ja que tota l'estructura s'aprecia clarament, si bé algunes pedres han caigut i les parets estan deteriorades pel pas del temps. Una de les raons per les quals el pont està tan ben conservat és que durant segles fins als nostres dies va ser un element important de la infraestructura de la transhumància entre les províncies de Terol i Castelló.

- Restes del castell del Boi. Del segle xiii. Es troba pròxim al límit amb el terme municipal de Culla, on estava situada l'antiga població de Vistabella. Va ser un castell penjat sobre paredasses verticals de pedra en un pas estret. Estratègicament situat, degué ser un lloc avançat de defensa, històrica i militarment lligat sempre al castell de Culla. Degué ser un edifici impressionant, de grandària mitjana, amb tres o quatre torres elevades adaptades a les pedres del precipici. En l'actualitat es troba en ruïnes, encara que conserva nombroses restes: llenços de muralla, elements de totes les torres i diferents recintes i espais interiors.

- Antic palau, al costat de l'antiga presó i on Pere el Cerimoniós residí el 1338.

- Castell i muralles de Vistabella del Maestrat. El castell s'alçava en el nucli urbà de la població actual. Estava emplaçat estratègicament per a la defensa de les terres altes del Montlleó. De la fortalesa pròpiament dita en queden restes escasses, entre les quals destaquen les que es troben en la part posterior de l'església parroquial. El castell, d'origen àrab, ja apareix citat com a tal en la venda de Culla que Guillem d'Anglesola va fer al Temple en 1303. Actualment, ocupa el seu lloc el depòsit d'aigua de Vistabella del Maestrat.

- Font de Dalt. Font d'origen natural situada al vessant del Calvari. El seu cabal ha disminuït a causa de les circumstàncies climatològiques (falta de neus); no obstant això, encara se la qualifica com la millor aigua de la contornada. Antigament abastia d'aigua els habitants del municipi, que la transportaven en cànters fins que va ser instal·lat el servei d'aigua corrent en les cases; si bé, hi ha qui encara preferix per a beure les aigües de la font. Per això encara és habitual vore gent anar a la font a poar aigua amb garrafes i ampolles.

## Llocs d'interés
- Parc Natural de Penyagolosa.
- Penyagolosa.

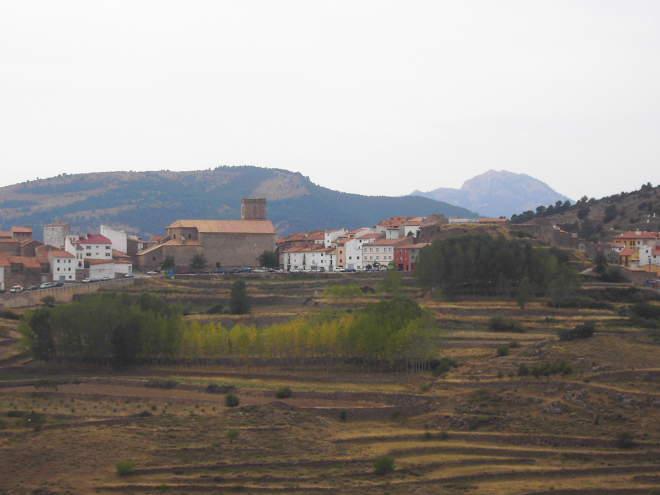
Penyagolosa des de Vistabella del Maestrat

- Barranc de la Pegunta. Microreserva de Flora
- La Picossa. Microreserva de Flora.
- Santuari de Sant Joan de Penyagolosa.

## Festes i celebracions locals
- Festes patronals. La darrera setmana d'agost se celebren les Festes en honor de sant Bertomeu i sant Joan.

- Els Pelegrins de les Useres. El darrer divendres d'abril.

- Rogativa a Sant Joan de Penyagolosa. Es variable -segona quinzena de maig o inicis de juny-, ara s'acostuma a fer el dissabte de Pentecosta, sempre segueix a la rogativa de Puertomingalvo, i precedeix a la rogativa de Xodos.

- Romeria a Sant Bertomeu. El dia 24 d'agost.

- Sant Joan. El 24 de juny, fira i processó en Sant Joan de Penyagolosa.

- Degollació de Sant Joan Baptista. El 29 d'agost se celebra en el Santuari de Sant Joan de Penyagolosa la festa de la degollació de Sant Joan Baptista. Diuen que els templaris, a qui s'adjudica la construcció de l'ermitori, eren devots del sant i proclius a celebrar est esdeveniment.